# VRSS-1
O Venezuelan Remote Sensing Satellite-1 (Satélite Venezuelano de Sensoriamento Remoto-1) VRSS-1, também conhecido como Satélite Francisco Miranda, é o primeiro satélite venezuelano de sensoriamento remoto e o segundo satélite venezuelano depois do VENESAT-1. Foi planejado para ser usado para estudar o território da Venezuela e ajudar no planejamento, agricultura e recuperação de desastres. Foi construído e lançado pelos chineses e recebeu o nome do revolucionário venezuelano Francisco de Miranda.